# Босанско-херцеговачки сабор
Босанско-херцеговачки сабор или Босански сабор или Земаљски сабор Босне и Херцеговине (њем. Landtag von Bosnien und Herzegowina) био је представнички и савјетодавни орган у Босни и Херцеговини за вријеме постанексионог периода од 1910. до 1915.

## Историја
Након аустроугарског анектирања Босне и Херцеговине (1908) започет је процес за увођење уставног стања. Окончан је тек двије године касније, 20. фебруара 1910, када је проглашен устав под називом Земаљски устав (штатут) и пет законских аката: Изборни ред, Саборски пословни ред, Закон о друштвима за БиХ, Закон о окупљању за БиХ и Закон о котарским вијећима. Самим тим, новоуспостављени уставни поредак је био регулисан са шест правних аката који су представљали једну цјелину.
Уведене су сљедеће институције: Земаљски сабор, Земаљски савјет и котарска вијећа.

## Састав
Сабор су чинила 72 бирана посланика и 20 лица по положају (вирилиста). Цар је сваке године на почетку засједања именовао предсједника и два потпредсједника из реда посланика. У саборском предсједништву су биле заступљене три главне вјероисповијести. Саборски период је био установљен на пет година. Сабор се по правилу састајао једном годишње у Сарајеву на „превишњи позив”.
Посланици су могли само лично гласати и нису смјели примати никаква упутства. На првој саборској сједници су полагали заклетву цару, у супротном би губили мандат. За вријеме засједања није се смио ниједан посланик због кажњивог дјела, без одобрења Сабора, притворити нити се смјело против њега судски поступати осим ако би био ухваћен на самом чину.
Сабор није смио општити са другим представништвима нити издавати било какве објаве. Никакве делегације се нису смјеле пустити на сједницу Сабора или његових одбора. За кворум је било потребно више од половине посланика, а саборски закључци су се усвајали апсолутном већином гласова присутних. Међутим, за закључак који се тицао законодавства у стварима „богоштовља” за кворум је било потребно барем 4/5 свих посланика, а усвајао се пристанком барем 2/3 присутних посланика.
За све „законске основе” које би усвојио Сабор била је потребна царева потврда (санкција). За њено испословање је био задужен заједнички министар финансија, а по предлогу Земаљске владе и након што би пристале владе обију држава Аустроугарске. Потврђени закони су се објављивали у име „Његовог царског и апостолског краљевског величанства” и уз премапотпис заједничког министра финансија.

### Вирилни посланици
Вирилних посланика у Сабору је било укупно двадесет:
- реис-ул-улема, вакуфско-меарифски директор, сарајевски и мостарски муфтија и осим тога по именовању најстарији муфтија;
- четири српско-православна митрополита и потпредсједник Великог управног и просвјетног савјета српско-православне цркве;
- римско-католички надбискуп и два римско-католичка дијецезанска бискупа као и оба редодржавника фрањевачког реда;
- сефардијски надрабин сарајевски;
- предсједник Врховног суда;
- предсједник Одвјетничке коморе у Сарајеву;
- начелник главног земаљског града Сарајева;
- предсједник Трговачке и обртничке коморе у Сарајеву.

### Бирани посланици
Избор посланика је био прописан Изборним редом, а вршен је по посебном конфесионално-куријалном систему. Постојале су три курије, с тим што се I курија састојала из два разреда. Прва курија је бирала 18, друга 20 и трећа 34 посланика.
У I курији, као и у II и III курији заједно, посланички мандати су се дијелили на три главне вјероисповијести. Првој курији је припадало: католицима 4 мандата, муслиманима 6 мандата и српско-православнима 8 мандата. У другој и трећој курији: католицима 12 мандата, муслиманима 18 мандата и српско-православнима 23 мандата. Осим тога, Јеврејима је у другој курији припадао 1 мандат. Тако су укупно Срби бирали 31, муслимани 24, Хрвати 16 и Јевреји 1 посланика у Сабору.
На првим саборским изборима Српска народна организација је освојила све православне мандате (31), а Муслиманска народна организација све муслиманске мандате (24). Од 16 католичких мандата Хрватска народна заједница је добила 12, а Хрватска католичка удруга преостала 4 мандата.

#### Курије
Први изборни разред прве курије су чинили сви муслимански земљопосједници који су плаћали земљарину барем 140 К. Такви земљопосједници друге вјероисповијести су могли бирати да припадају овом разреду или другом разреду. Први разред је такорећи био чисто муслиманско изборно тијело јер је од 457 лица која су плаћала земљарину 140 К укупно њих 396 било из реда муслимана.
Други изборни разред прве курије су чинила сва она лица која су плаћала барем 500 К директних пореза, високообразована лица, свештеници, активни и пензионисани чиновници, учитељи, жељезнички и војни чиновници и официри у миру. Ако је пореске износе (предвиђене за оба разреда) плаћало заједнички више сувласника тада је могао да бира само онај сувласник којег су на то овластили други сувласници.
Другу курију су чинили становници градова са бирачким правом, а који нису припадали првој курији. Трећу курију су чинили становници села (сеоских општина), а који нису били у првој курији.

## Бирачко право
Право бирања су имали сви босанско-херцеговачки припадници мушког пола који су на дан избора навршили 24. годину, који су били самовласни и који су у земљи стално становали барем једну годину. Под истим условима активно бирачко право су имали и аустријски или угарски држављани који су били намјештени као земаљски чиновници, учитељи или жељезнички чиновници.
Бирачко право нису имала лица над чијим имањем је био проглашен стечај, као и активна војничка лица (изузев војних чиновника). Исто тако, изборно право нису имала ни лица под истрагом ради злочинства или преступа из похлепе на добитак (и лица осуђена за иста кажњива дјела док су трајале правне посљедице осуде).
У Сабор су могли бити изабрани само мушкарци са активним бирачким правом, а који су навршили 30. годину и који су потпуно уживали грађанска права. Нису могли бити бирани активни чиновници и намјештеници у грађанској управној служби или у земаљским жељезницама и учитељи и намјештеници у јавним школама.

## Предсједници сабора
- Али-бег Фирдус
- Сафвет-бег Башагић
- Никола Мандић